# Langenzell (Wiesenbach)

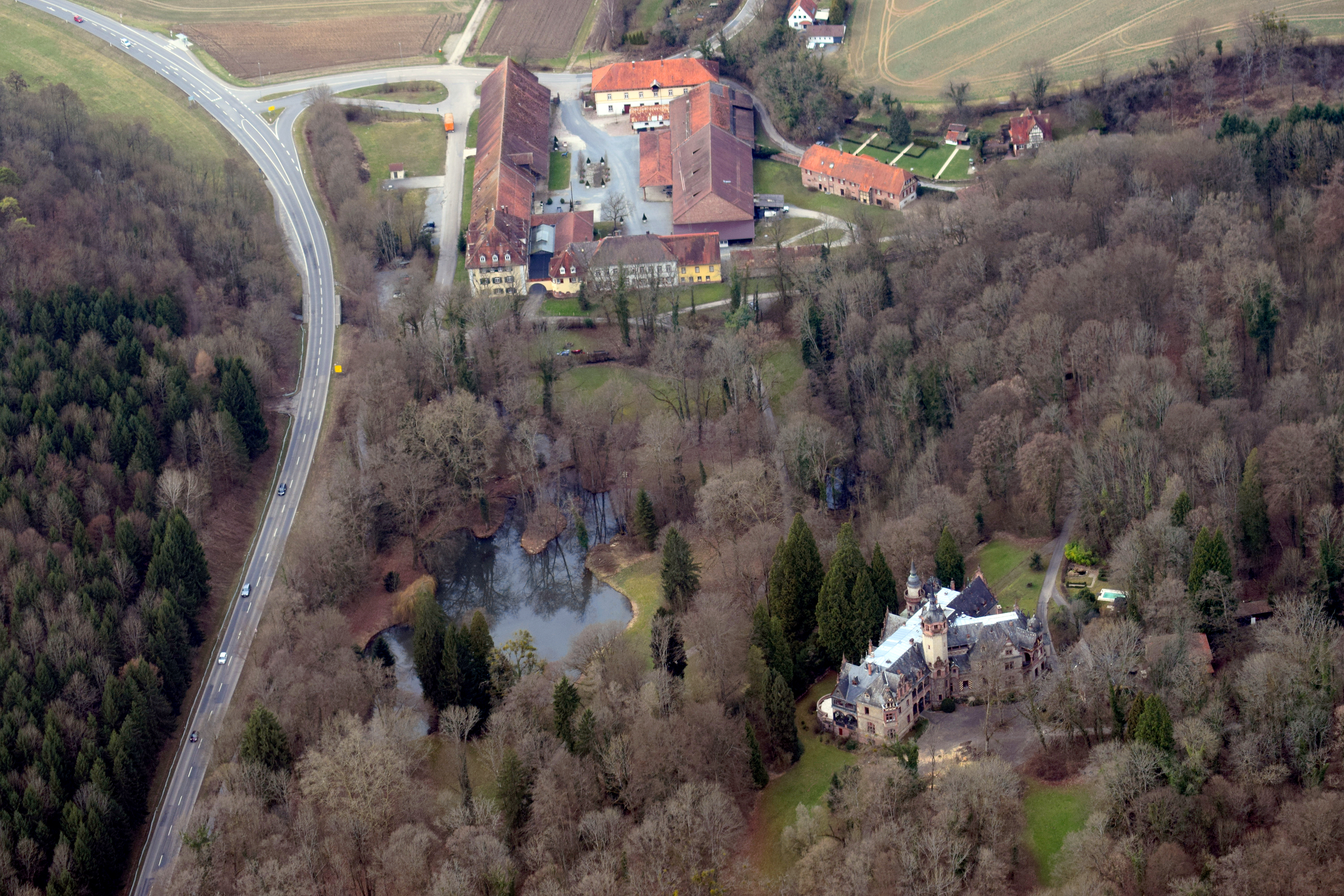
Das Alte Schloss (oben) wie auch das „Neue Schloss“ (unten) in Langenzell in einer Luftaufnahme von 2017

Langenzell ist ein zu der Gemeinde Wiesenbach gehöriges Gehöft. Bis zum Dreißigjährigen Krieg war Langenzell ein Dorf, wurde dann infolge der Kriegswirren jedoch 1636 für rund zwei Jahrzehnte entvölkert. Nach wechselnder Bewirtschaftung durch Flüchtlinge und Bestandspächter entstand unter der Familie von Wrede im späten 18. Jahrhundert an der Stelle des einstigen Dorfes ein herrschaftlicher Gutshof mit Herrenhaus. Von 1880 bis 1883 wurde durch Alfred zu Löwenstein-Wertheim-Freudenberg schließlich noch das Neue Schloss erbaut. Im Jahre 1925 wurde Langenzell, dessen Gemarkung 511 Hektar umfasste, in die Gemeinde Wiesenbach eingemeindet.

## Geschichte
Um das Jahr 1300 wurde Langenzell in einem Lehensbuch der Bischöfe von Speyer erstmals urkundlich genannt. Wie das ebenfalls im hohen Mittelalter urkundlich erstmals erwähnte Wiesenbach ist Langenzell wohl auch deutlich älter als die Urkundenlage vorgibt. Der Siedlungstopographie nach zu urteilen handelt es sich um einen Ausbauort von Wiesenbach, das wiederum wohl etwa um 700 von Reilingen bzw. vom Elsenztal her gegründet wurde. Der Ort Langenzell könnte folglich etwas später als 700 gegründet worden sein und war wohl jeher grundherrlich und kirchlich eng mit Wiesenbach verbunden, hat jedoch im hohen Mittelalter dann politische Selbstständigkeit erlangt, da 1337 erstmals ein eigener Schultheiß in Langenzell genannt wird. Zu jener Zeit gehörte Langenzell zur Kurpfalz und darin gerichtlich zur Meckesheimer Zent. Im Dorf befand sich eine kurfürstliche Erbbestandsmühle, die bereits 1369 erwähnt wurde und Bannmühle für die Langenzeller Bauern war.
1636 wurde das Dorf im Dreißigjährigen Krieg vollkommen zerstört und entvölkert. Die Kurfürsten von der Pfalz siedelten ab den 1650er Jahren französische Glaubensflüchtlinge in Langenzell an, die 1687 eine neue Kirche im Dorf errichteten. Im Pfälzischen Erbfolgekrieg wurde Langenzell abermals entvölkert, als die französischen Bewohner vor den 1693 bis Heidelberg vorstoßenden französischen Truppen unter General Melác flüchteten. Danach wurden die Güter an Dilsberger Bürger, später an Mennoniten und wechselnde Pächter vergeben. Zu jener Zeit hatte Langenzell nur einen ärmlichen Gebäudebestand. 1714 war die Kirche von Tagelöhnern bewohnt. 1728 erhielt einer der Pächter die Erlaubnis zum Abriss des Kirchleins, um die Steine zum Bau eines Wohnhauses zu verwenden.

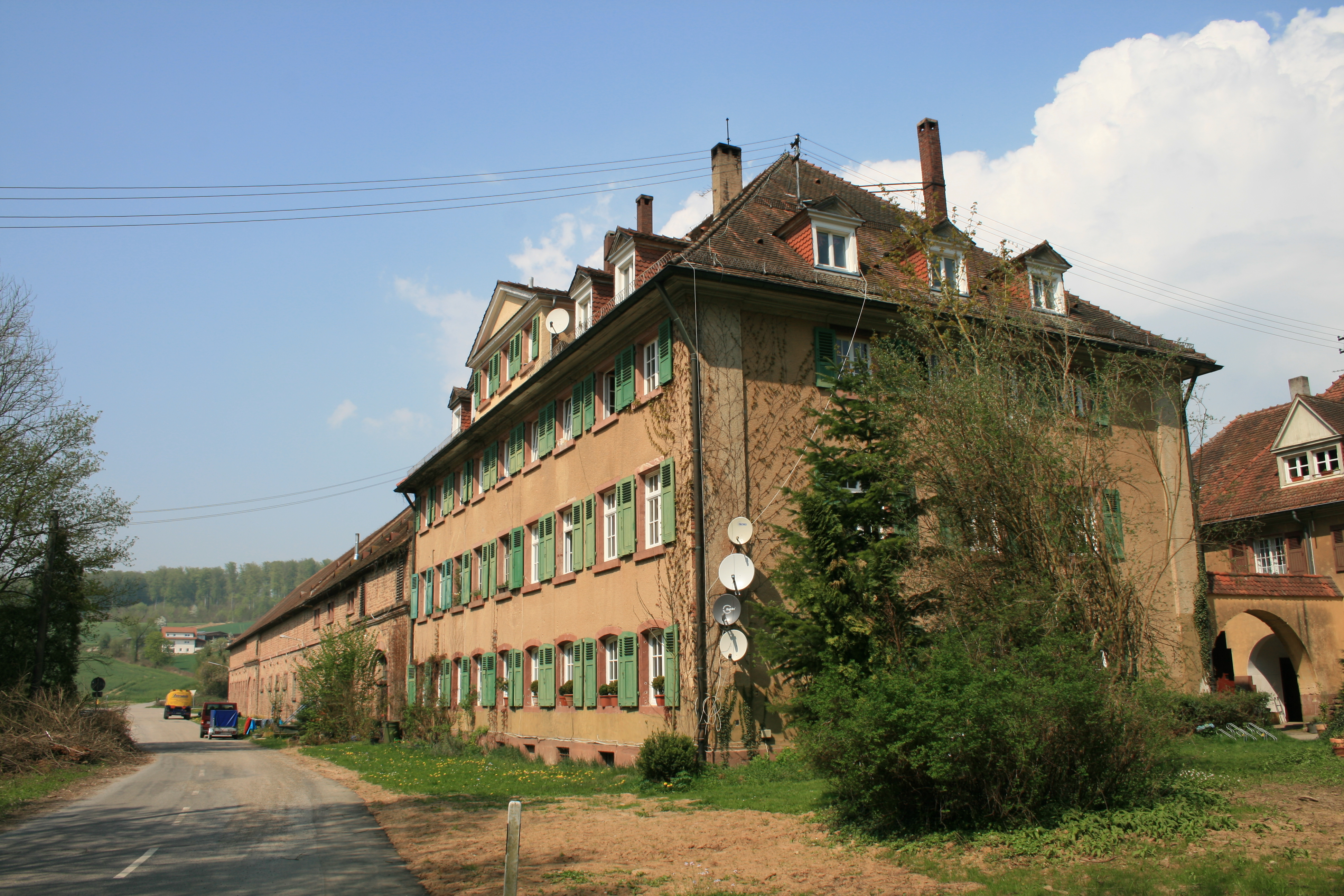
Das so genannte Alte Schloss in Langenzell

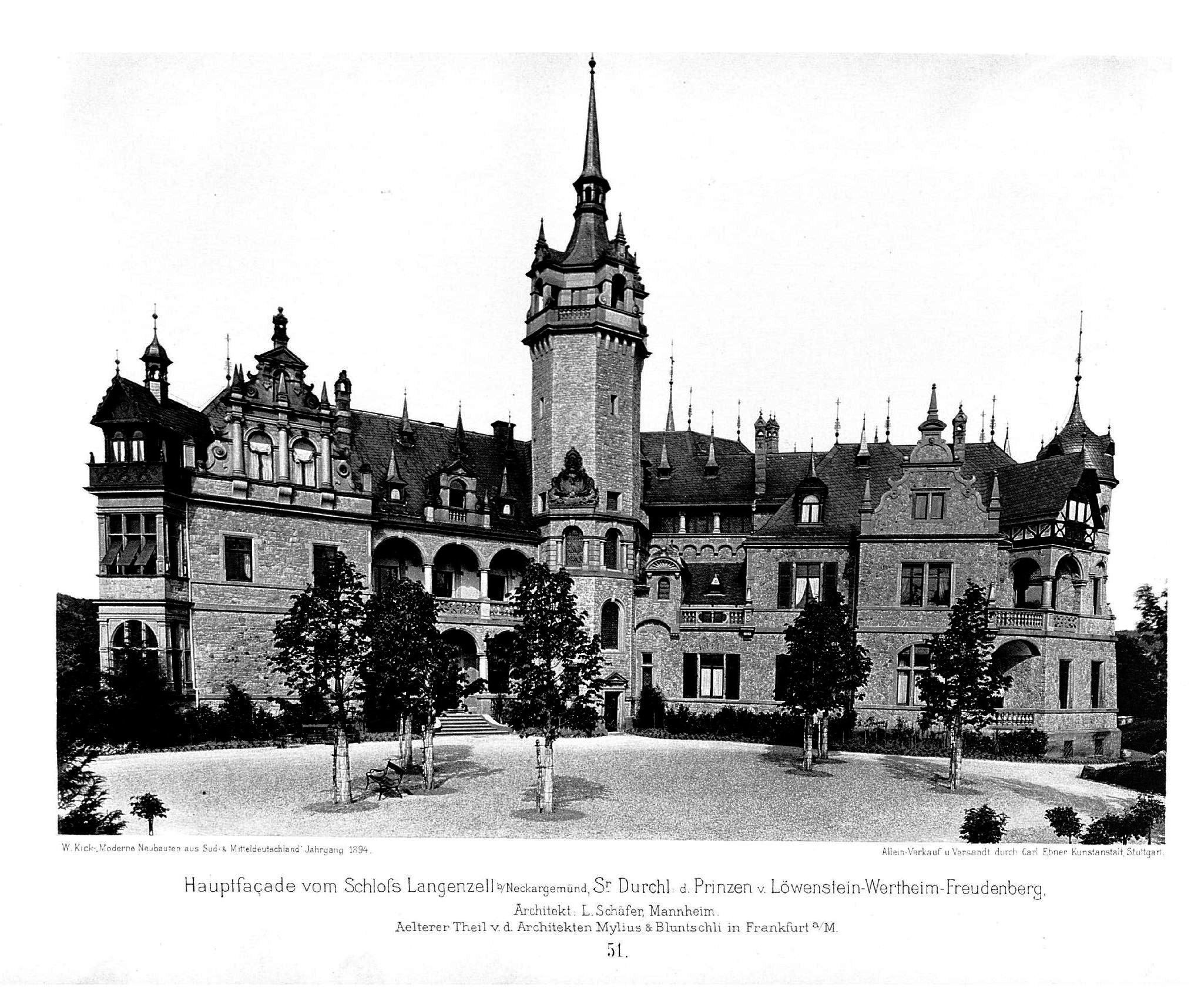
Das 1883 vollendete Neue Schloss, Aufnahme von 1895

Ab 1733 begann dann der Amtsverweser von Dilsberg, Franz Joseph von Wrede, in Langenzell Land zu erwerben. Seinem Sohn Ferdinand Joseph von Wrede gelang es schließlich bis 1762 die ganze Gemarkung in seinen Besitz zu bekommen, außerdem erwarb er auch den Klingentalerhof und den Biddersbacher Hof, beide auf Gemarkung Lobenfeld. Langenzell entwickelte sich in der Folge zu einem landwirtschaftlichen Mustergut. Wrede ließ nicht nur stattliche Bauten errichten und vormaliges Ödland urbar machen, er setzte sich auch für die Verlegung der einst weiter südlich verlaufenden Fernstraße von Heidelberg nach Mosbach durch Langenzell ein und unterstützte den Aufbau der Wiesenbacher katholischen Gemeinde und den Ausbau ihrer Kirche St. Michael zur Pfarrkirche. 1784 wurde Wrede von jeglicher Pacht befreit und erhielt die ortsherrlichen Rechte in Langenzell. 1785 erhielt Joseph Wrede den Langenzeller Erbbestandshof als Kunkellehen. 1786 lobte Johann Goswin Widder in seiner Beschreibung der Kurpfalz die Langenzeller Viehzucht als „die schönste in dem ganzen Lande“. Im Jahr 1800 wurde schließlich ein großes Herrenhaus durch Joseph Franz Freiherr von Wrede errichtet, das heute so genannte Alte Schloss. Beim Übergang von der Kurpfalz zu Baden 1803 gehörten das Herrenhaus, eine  Schmiede, eine Brennerei, eine Ziegelhütte, eine Wagnerei und weitere Gebäude und Stallungen zum Gutshof. 1831 war Langenzell der einzige Hof im Amt Neckargemünd, der zu keiner Gemeinde gehörte. Die Führung der Grundbücher wurde 1833 an Wiesenbach übertragen, wie auch 1849 die Polizeiaufsicht.
Die Familie von Wrede besaß Langenzell bis 1840, als die Erben des in den Fürstenstand erhobenen Carl Philipp von Wrede (1767–1838) den Hof an Graf Wilhelm von Reichenbach-Lessonitz verkauften. Dieser vererbte es später an seinen Schwiegersohn Alfred zu Löwenstein-Wertheim-Freudenberg. Zwischen 1880 und 1883 wurde durch diesen südöstlich des Gutshofs ein neues Schloss nach Plänen von Carl Jonas Mylius errichtet.
Um 1900 wurden auf den zum Gut gehörenden Ländereien auf rund 50 Hektar Kartoffeln angebaut, auf 45 bis 50 Hektar Weizen, auf 30 bis 40 Hektar Roggen, auf 35 bis 50 Hektar Hafer, auf rund 10 Hektar Wintergerste, auf 10 bis 15 Hektar Klee, auf 10 bis 15 Hektar Hülsenfrüchte, auf rund 10 Hektar Rüben und auf kleineren Flächen Mais und Mohrrüben sowie gelegentlich Luzerne. Der Kartoffelanbau diente vor allem der Brennerei, die jährlich 127.000 Liter ausstieß. An Vieh hielt man etwa 200 Rinder (zumeist Simmentaler), 200 bis 250 Schweine (Großes deutsches Edelschwein), 250 Schafe und eine gewisse Zahl an Arbeits-, Zucht- und Kutschpferden. Der Hof wurde vor dem Ersten Weltkrieg zumeist von Arbeitern aus Polen und der Ukraine bewirtschaftet.
Die Hofgüter mit Ausnahme des Neuen Schlosses und der Gärtnerei wurden ab 1913 an die Zuckerfabrik in Waghäusel, die spätere Südzucker, verpachtet. Die Gemarkung von Langenzell wurde unterdessen 1925 nach Wiesenbach eingemeindet. Nach dem Zweiten Weltkrieg verließ die Familie von Löwenstein-Wertheim-Freudenberg das Schloss, das darauf bis 1960 als Altersheim und danach zu verschiedenen Gewerbezwecken vermietet war. Es blieb bis 2010 im Familienbesitz der Löwenstein-Wertheim-Freudenberg und wurde dann an einen örtlichen Immobilienbesitzer verkauft.
In einem oberen Stockwerk des Neuen Schlosses befand sich mehrere Jahrzehnte das Atelier und die Wohnung des Kunstmalers Wolfgang Maria Ohlhäuser.